# جايسي كارول
جايسي كارول (بالإنجليزية: Jaycee Carroll)‏ مواليد 16 أبريل 1983، هو لاعب كرة سلة أمريكي سابق، كان يلعب مع فريق ريال مدريد ويحمل الرقم 20. يبلغ طوله 6 قدم 2 بوصة (1.9 م).

## روابط خارجية
- جايسي كارول على موقع الاتحاد الدولي لكرة السلة (الإنجليزية)
- جايسي كارول على موقع الدوري الأوروبي لكرة السلة (الإنجليزية)
- جايسي كارول على موقع الدوري الإسباني لكرة السلة (الإسبانية)
- جايسي كارول على موقع كرة السلة الأوروبية.كوم (الإنجليزية)
- جايسي كارول على موقع DraftExpress.com (الإنجليزية)
- جايسي كارول على موقع كلية كرة السلة في سبورتس رفرنس.كوم (الإنجليزية)
- جايسي كارول على موقع ريلجم (الإنجليزية)
- جايسي كارول على موقع بروبوليرز (الإنجليزية)
- جايسي كارول على موقع سبورتس رفرنس (الإنجليزية)